# Себастьян-Пагадор
Себастьян-Падагор (исп. Provincia de Sebastián Pagador, кечуа Santiago Wari pruwinsya, айм. Sebastián Pagador jisk'a suyu) — одна из 16 провинций боливийского департамента Оруро. Площадь составляет 973 км². Население — 10 221 человек; плотность населения — 10,5 чел./км². Административный центр — город Сантьяго-де-Уари.

## География
Расположена в юго-восточной части департамента. Протяжённость провинции с севера на юг составляет 50 км, с запада на восток — 100 км. Граничит с провинциями Эдуардо-Авароа (на севере и юге), Суд-Карангас и Ладислао-Кабрера (на западе), а также с департаментом Потоси (на востоке).

## Население
74 % населения провинции владеют испанским языком; 73 % владеют языком аймара и 68 % владеют кечуа. 84 % населения — католики и 14 % — протестанты. 74,1 % населения заняты в сельском хозяйстве; 7,9 % — в промышленности; 17,8 % — в сфере обслуживания и 0,2 % — в горнодобывающей отрасли. По данным прошлой переписи 1992 года население провинции составляло 7712 человек.